# Sergei Nikolajewitsch Titow
Sergei Nikolajewitsch Titow (russisch Сергей Николаевич Титов; * 1770 in Moskau; † 24. Märzjul. / 5. April 1825greg.) war ein russischer Komponist und Cellist.

## Leben
Titow schlug gleich seinem Vater Nikolai Sergejewitsch Titow und seinem Bruder Alexei Nikolajewitsch Titow eine militärische Laufbahn ein. Er erlangte den Rang eines Generalleutnants und war von 1804 bis 1809 Mitglied des Kriegsministeriums. Als Komponist trat er mit einem Ballett und zwei Vaudevilles hervor. Daneben betätigte er sich als Cellist und Bratschist. Auch sein Sohn Nikolai Sergejewitsch Titow wurde als Komponist bekannt.

## Werke
- Novyj Verter (Der neue Werther), Ballett, UA 1799
- Krestjane ili Vstretscha nezjannych (Die Bauern oder Treffen der Ungebetenen), Opern-Vaudeville, UA 1814
- Intriga v korzine (Intrige im Korb), Vaudeville, UA 1816

## Quelle
- Operone.de Titov, Sergej Nikolaevic

| Personendaten    | Personendaten                       |
| ---------------- | ----------------------------------- |
| NAME             | Titow, Sergei Nikolajewitsch        |
| ALTERNATIVNAMEN  | Титов, Сергей Николаевич (russisch) |
| KURZBESCHREIBUNG | russischer Komponist                |
| GEBURTSDATUM     | 1770                                |
| GEBURTSORT       | Moskau                              |
| STERBEDATUM      | 5. April 1825                       |